# 575

## Nașteri
- dată necunoscută: Usman  (d. 656)
- dată necunoscută: Heraclius I împărat bizantin (610-641) (d. 641)
- dată necunoscută: Al-Khansāʾ  (d. 645)

## Decese
- dată necunoscută: Brendan  (n. 486)
- dată necunoscută: Paulus Silentiarius poet grec (n. 520)